# 김창곤
김창곤(金彰坤, 1949년 7월 14일 ~ , 충북 제천)은 대한민국의 공무원이다.

## 학력
- 광운전자공업고등학교 졸업
- 1977년 : 한양대학교 전자공학 학사
- 1988년 : 한양대학교 산업대학원 전자계산학 석사
- 2002년 : 한양대학교 대학원 전자공학 박사

## 경력
- 1976.12 : 제12회 기술고시 합격
- 1978.03 : 체신부 시설국, 통신정책국 근무(사무관)
- 1984.11 : 체신부 통신정책국 통신진흥과장, 정보통신과장
- 1991.07 : 체신부 통신정책실 통신기획과장
- 1993.07 : 체신부 통신정책실 통신기술심의관
- 1994.08 : 미국 콜롬비어대학교 정보통신연구소 초빙연구원
- 1995.09 : 정보통신부 정보통신정책실 기술심의관
- 1997.08 : 정보통신부 전파방송관리국장
- 1999.01 : 정보통신부 정보통신지원국장
- 2000.01 : 정보통신부 정보통신정책국장
- 2000.03 : 정보통신부 기획관리실장
- 2003.04 : 한국정보보호진흥원장
- 2003.07 : 아시아PKI포럼 의장
- 2004.01 : 정보통신부 차관
- 2005.03 : 법무법인 태평양 고문
- 2005.05 : 한국정보사회진흥원장
- 2006.11 : 국가과학기술자문회의 위원
- 2008.09 : LG유플러스 고문
- 2011.03 : 한국네트워크산업협회장, 한국디지털케이블연구원장

## 수상
- 1984년 : 근정포장
- 1997년 : 황조근정훈장
- 2007년 : 21세기 대상 경영문화대상

| 전임 변재일 | 제30대 정보통신부 차관 2004년 1월 29일 ~ 2005년 1월 20일 | 후임 노준형 |